# Vassili Ivanovitch Kouznetsov
Pour les articles homonymes, voir Vassili Kouznetsov et Kouznetsov.
Ne doit pas être confondu avec Nikolaï Guerassimovitch Kouznetsov, Fiodor Issidorovitch Kouznetsov ou Alexeï Alexandrovitch Kouznetsov.
Vassili Ivanovitch Kouznetsov (en russe : Василий Иванович Кузнецов), né le 3 ou 15 janvier 1894 à Ust-Ussolka et mort le 20 juin 1964 à Moscou, est un colonel-général (à partir de 1943) soviétique, héros de l'Union soviétique (1945).

## Biographie
Né dans une famille d'ouvriers, il est enrôlé en 1915 dans l'Armée impériale russe lors de la Première Guerre mondiale. Il est diplômé en 1916 de l'école d'officiers de Kazan et en sort sous-lieutenant.
Il s'engage dans l'Armée rouge en aout 1918. Lors de la guerre civile, il commande une compagnie, puis un bataillon et enfin un régiment de fusiliers. 
Après la guerre, il est diplômé de l'École supérieure des élèves officiers d'Oranienbaum en 1920. Il est nommé à la tête du 89e régiment en 1923. Il rejoint le Parti communiste en 1928. Il est diplômé de l'Académie militaire Frounze en 1936 et prend la tête de la 99e division de fusiliers cette même année. En juillet 1937, il prend la tête du 16e corps de fusiliers, puis du groupe d'armée de Vitebsk et Polotsk.
En septembre 1939, il participe à l'invasion de la Pologne à la tête de la 3e armée soviétique. Le 4 juin 1940, il est promu lieutenant-général.

### Seconde Guerre mondiale
Au début de la Grande Guerre patriotique, la troisième armée est stationnée en Biélorussie, près de Grodno. Elle participe aux combats dès le déclenchement de l'opération Barbarossa et se trouve prise dans les encerclements de Białystok-Minsk dans les premiers jours de juillet. À la fin de juillet 1941, Kouznetsov avec des lambeaux de son armée, réussit à rejoindre les lignes soviétiques au nord de Rogatchev. La 3e armée est alors affectée au secteur de Mazyr.
En août 1941, Kouznetsov prend le commandement de la  21e armée, qui opère dans la même région. Elle participe aux opérations du front central, puis du front du Sud-Ouest. Après l'anéantissement du front du Sud-Ouest lors de la bataille de Kiev, il a dirigé la 58e armée, nouvellement formée (novembre 1941), puis de novembre 1941 à mai 1942, il commande la 1re armée de choc au sein des fronts de l'Ouest, puis du Nord-Ouest et participe à la bataille de Moscou et à la contre-offensive soviétique globale de l'hiver et du printemps 1942.
En juillet 1942, il est nommé à la tête de la 63e armée qui vient d'être créée pour participer, au sein du front de Stalingrad, aux opérations défensives visant à empêcher la 6e armée allemande d'atteindre Stalingrad. 
De décembre 1942 à décembre 1943, il commande la 1re armée de la Garde, à la tête de laquelle il participe à l'opération Saturne et notamment à la destruction de la 8e armée italienne. Il reçoit pour ces succès l'ordre de Souvorov et le grade de colonel-général au printemps 1943.
De décembre 1943 à mars 1945, il est chef d'état-major de Hovhannes Bagramian, commandant du premier front de la Baltique. Il participe ainsi à l'opération Bagration en Biélorussie, puis aux offensives dans les pays Baltes et en Prusse-Orientale. 
En mars 1945, pour la bataille de Berlin, il prend le commandement de la 3e armée de choc au sein du premier front biélorusse. Ce sont des soldats de la 3e choc qui plantent la bannière de la Victoire au sommet du Reichstag le 1er mai 1945.
Il reçoit le titre de héros de l'Union soviétique le 29 mai 1945.

### Après guerre
Jusqu'en 1948, il continue à commander la troisième armée de choc, stationnée en Allemagne. 
Puis, il est président de la DOSAAF (une puissante organisation de soutien à l'armée, agissant notamment au niveau sportif) jusqu'en 1953. De 1953 à 1957, il commande la région militaire de la Volga puis, jusqu'à sa retraite en 1960, il travaille au bureau central du ministère de la Défense.
Il fut aussi deux fois député au soviet suprême, lors des sessions de 1946-1950 et 1954-1958.
Il est enterré au cimetière de Novodievitchi.